# Pierre François Guynot de Boismenu
Pierre François Guynot de Boismenu est un homme politique français né le 11 septembre 1746 à Montauban-de-Bretagne (Bretagne) et mort le 7 mai 1814 à Plérin.

## Biographie
Fils de Pierre François Guynot, sieur de la Villeozanne, avocat au parlement, sénéchal de l'abbaye royale de Saint-Méen, procureur fiscal de la seigneurie et comté de Montauban, et de Marie Macé de Boismenu. 
Administrateur de district, il est élu député des Côtes-du-Nord au Conseil des Cinq-Cents le 25 vendémiaire an IV. Rallié au coup d'État du 18 Brumaire, il devient conseiller de préfecture à Saint-Brieuc en 1800.
Marié à Claire Claude Allenou de Grandchamp, il est le grand-père de Joachim Gaultier du Mottay et de l'épouse de Jean-Louis Marion, ainsi que l'arrière grand-père d'Alain de Boismenu.